# Yūrei Yanagi
Yūrei Yanagi (柳 憂怜?, Yanagi Yūrei; Fuchū, 8 aprile 1963) è un attore giapponese.

## Biografia
Debutta come attore al fianco di Takeshi Kitano nel film Boiling Point - I nuovi gangster. Il suo ruolo più noto è quello del maestro di scuola Shunsuke Kobayashi nel primo e secondo film della fortunata serie J-Horror Ju-on.

## Filmografia
- Boiling Point - I nuovi gangster, regia di Takeshi Kitano (1990)
- Hana-bi - Fiori di fuoco, regia di Takeshi Kitano (1997)
- Ring, regia di Hideo Nakata (1998)
- Ring 2, regia di Hideo Nakata (1999)
- Ju-on, regia di Takashi Shimizu (2000)
- Ju-on 2, regia di Takashi Shimizu (2000)